# Showbiz and A.G.
Showbiz and A.G., oder auch Show and A.G., sind ein US-amerikanisches Hip-Hop-Duo, bestehend aus dem Produzenten Showbiz (bürgerlich Rodney Lemay) und dem Rapper A.G. (kurz für Andre the Giant; bürgerlich Andre M. Barnes). Das aus dem New Yorker Stadtteil Bronx stammende Duo ist seit Jahr 1990 zusammen aktiv und veröffentlichte seitdem sieben Alben. Nebenbei veröffentlichten beide auch Soloalben.
Sie sind außerdem Teil des Kollektivs Diggin’ in the Crates, welches neben ihnen aus Diamond D, Lord Finesse, O.C., Fat Joe, Buckwild und Big L besteht.

## Geschichte

### Anfangszeit
Der in der Bronx geborene Andre M. Barnes besuchte die lokale DeWitt Clinton High School, wo er Robert Hall (Lord Finesse) bei den schulinternen Rap-Battles kennenlernte und sich mit ihm befreundete. Den Künstlernamen A.G. gab er sich als Kurzform für Andre the Giant. So wurde er von seinem Onkel aufgrund seiner geringen Körpergröße genannt als Hommage an den französischen Wrestler André the Giant. Lord Finesse und DJ Mike Smooth unterzeichneten im Jahr 1990 beim Label Wild Pitch Records und starteten ihre Arbeit an deren Debütalbum Funky Technician. Bei den zwei Tracks Keep It Flowing und Back to Back Rhyming trat A.G. als erstes Mal als Rapper in Erscheinung. Der letztere wurde von Rodney LeMay (Showbiz) produziert und die beiden beschlossen kurz darauf als Duo unter dem Namen Showbiz & A.G. zusammenzuarbeiten. Die erste EP mit dem Namen Soul Clap wurde im Jahr 1991 veröffentlicht, welche die beiden nach eigenen Angaben aus dem Kofferraum ihres Wagens verkauften. In diesem treten beide als Rapper in Erscheinung, Showbiz übernahm zusätzlich auch die Produktion. Die schnelle Aufmerksamkeit rief größere Labels auf den Plan und man unterzeichnete bei Payday Records. Im selben Jahr folgte der Release des Albums Runaway Slave, welches eine verkürzte Version des Titels Soul Clap aus der EP enthielt. Dieser Track zählt bis heute zu einem der erfolgreichsten des Duos. Das Album erhielt positive Kritiken, wurde aber niemals zu einem kommerziellen Erfolg.
Im Jahr 1993 wurde Showbiz als Produzent der Single Sound of da Police von KRS-One schlagartig auch außerhalb der Szene bekannt. Kurz darauf kürzte Showbiz seinen Namen zu Show und das Duo trat in der Folge als Show & A.G. auf. Im Jahr 1995 veröffentlichten sie unter diesem neuen Namen das Album Goodfellas, welches in den US-amerikanischen R&B/Hip-Hop-Album-Charts als Höchstposition den 23. Rang erreichte. Die Rap-Parts übernahm A.G. zur Gänze, während sich Show auf das Produzieren konzentrierte. Beim Album wirkten zusätzlich auch D-Flow, Diamond D, DJ Premier, Dres, Lord Finesse, Method Man und Roc Raida als Gastkünstler mit. Das Album unterschied sich durch einen langsameren Beat und eine generell dunklere Atmosphäre deutlich vom Vorgängeralbum. Der Nyte Time Remix der Single Next Level von DJ Premier erreichte in den US-Rap-Charts den 27. Platz und gilt allgemein als der bis heute erfolgreichste Track des Duos. Nach erneut schlechten Verkaufszahlen verließen Show & A.G. das Label Payday und legten eine kurze Pause ein.

### Full Scale und andere Projekte
Im Jahr 1998 meldete sich das Duo mit der EP Full Scale zurück, welches bei D.I.T.C. Records veröffentlicht wurde und im selben Jahr unter gleichem Namen als Album ausgedehnt bei Fat Beats veröffentlicht wurde. Diese Veröffentlichung erhielt kaum Aufmerksamkeit. Nach dem Release legten Show & A.G. ihre Zusammenarbeit auf Eis, um einerseits beim Hip-Hop-Kollektiv Diggin’ in the Crates (D.I.T.C.) mit bekannten Künstlern wie Diamond D, Lord Finesse, O.C., Fat Joe, Buckwild und Big L zusammenzuarbeiten und sich anderseits auf ihre Solokarrieren zu konzentrieren. A.G. veröffentlichte 1999 sein erstes Solo-Album The Dirty Version beim Label Silva Dom Records. Dieses enthielt mit Rude Awakening nur eine einzige Single-Auskopplung, wurde erneut mit mehreren Gastkünstlern aufgenommen und unter anderem von Show produziert. A.G. wirkte in dieser Zeit auch selbst bei anderen Künstlern als Gast mit. 2000 wurde das erste Album des Kollektivs D.I.T.C. unter dem Gruppennamen veröffentlicht, bei welchem Show und A.G. mitwirkten.
Nach mehreren Single-Veröffentlichungen in den folgenden Jahren unterzeichnete A.G. im Jahr 2005 bei Look Records. Der kommerzielle Durchbruch blieb ihm jedoch weiterhin verwehrt und sämtliche Werke erhielten keine große Beachtung. Währenddessen trat er weiterhin in der Szene als Gast bei anderen Rapper-Künstlern in Erscheinung. Im Jahr 2006 erschien sein zweites Album Get Dirty Radio mit der Double-Single Frozen / Hip Hop Quotable.
Show veröffentlichte im November 2005 mit Street Talk (D.I.T.C.) sein erstes Solo-Album, bei welchem er jedoch nur als Produzent auftrat. Die Rap-Parts übernahmen O.C., Party Arty, Milano, Fat Joe, Sean Price, Big Pun und Big L. Bei zwei Tracks, Chase Game und You Ain’t A Killer, rappte A.G und das Duo war nach einer siebenjährigen Pause wiedervereint.

### Wiedervereinigung
Die endgültige Wiedervereinigung von Show & A.G. wurde mit der EP Live Hard zelebriert. Im Jahr 2012 folgte das Album Mugshot Music.
Beide Künstler veröffentlichten in der Zwischenzeit Soloalben. A.G. veröffentlichte in Kooperation mit O.C. 2009 das Album Oasis sowie ein Jahr später Everything's Berri und Show im Februar 2011 Godsville mit KRS-One.

## Diskografie

### Showbiz and A.G.

#### Studioalben
- 1992: Runaway Slave
- 1995: Goodfellas
- 1998: Full Scale
- 2012: Mugshot Music

#### EPs
- 1992: Soul Clap
- 1998: Full Scale
- 2007: Live Hard

### Showbiz
- 2005: Street Talk mit D.I.T.C.
- 2011: Godsville mit KRS-One

### A.G.
- 1999: The Dirty Version
- 2006: Get Dirty Radio
- 2009: Oasis mit O.C.
- 2010: Everything's Berri